# Distretto di Sapallanga
Il distretto di Sapallanga  è uno dei ventotto distretti della provincia di Huancayo, in Perù. Si trova nella regione di Junín e si estende su una superficie di 119,02  chilometri quadrati.